# Basketball-Europameisterschaft 1937
Die 2. Basketball-Europameisterschaft der Herren (offiziell: Eurobasket 1937) fand vom 2. bis 7. Mai 1937 in Riga statt. Europameister wurde Litauen. Silber ging an Italien und Frankreich gewann die Bronzemedaille. Mit Ägypten gehörte mangels eigenem Kontinentalwettbewerb erstmals ein nichteuropäisches Team zum EM-Teilnehmerfeld. 

## Vorrunde
Die Vorrunde wurde in zwei Gruppen mit jeweils vier Mannschaften ausgetragen. Der Sieger eines Spiels erhielt zwei Punkte, der Verlierer einen Punkt. Stand ein Spiel am Ende der regulären Spielzeit unentschieden, so gab es Verlängerung. Bei Punktgleichheit entschied der direkte Vergleich gegeneinander.

### Gruppe A
| Spiel | Team 1  | Team 2  | Ergebnis | 1. H. | 2. H. | Verl. |
| ----- | ------- | ------- | -------- | ----- | ----- | ----- |
| A 1   | Litauen | Italien | 22:20    | 15:09 | 07:11 | -     |
| A 2   | Estland | Ägypten | 44:15    | 22:05 | 22:10 | -     |
| A 3   | Ägypten | Italien | 00:02    | -     | -     | -     |
| A 4   | Litauen | Estland | 20:15    | 16:10 | 04:05 | -     |
| A 5   | Italien | Estland | 30:20    | 13:08 | 17:12 | -     |
| A 6   | Litauen | Ägypten | 21:07    | 08:03 | 13:04 | -     |

| Platz | Team               | Spiele | Siege | Niederl. | Punkte | Körbe | Diff | qualifiziert für       |
| ----- | ------------------ | ------ | ----- | -------- | ------ | ----- | ---- | ---------------------- |
| 1     | Litauen            | 3      | 3     | 0        | 6      | 63:42 | +21  | Halbfinale             |
| 2     | Königreich Italien | 3      | 2     | 1        | 5      | 52:42 | +10  | Halbfinale             |
| 3     | Estland            | 3      | 1     | 2        | 4      | 79:65 | +14  | Finalrunde Platz 5 - 8 |
| 4     | Ägypten            | 3      | 0     | 3        | 2      | 22:67 | −45  | Finalrunde Platz 5 - 8 |

### Gruppe B
| Spiel | Team 1     | Team 2           | Ergebnis | 1. H. | 2. H. | Verl. |
| ----- | ---------- | ---------------- | -------- | ----- | ----- | ----- |
| B 1   | Frankreich | Polen            | 27:24    | 13:15 | 14:09 | -     |
| B 2   | Lettland   | Tschechoslowakei | 44:11    | 16:04 | 28:07 | -     |
| B 3   | Polen      | Lettland         | 32:25    | 16:14 | 16:11 | -     |
| B 4   | Frankreich | Tschechoslowakei | 26:19    | 09:08 | 17:11 | -     |
| B 5   | Lettland   | Frankreich       | 26:20    | 15:14 | 11:06 | -     |
| B 6   | Polen      | Tschechoslowakei | 28:19    | 13:12 | 1507  | -     |

| Platz | Team             | Spiele | Siege | Niederl. | Punkte | Körbe | Diff | qualifiziert für       |
| ----- | ---------------- | ------ | ----- | -------- | ------ | ----- | ---- | ---------------------- |
| 1     | Polen            | 3      | 2     | 1        | 5      | 84:73 | +11  | Halbfinale             |
| 2     | Frankreich       | 3      | 2     | 1        | 5      | 75:69 | +06  | Halbfinale             |
| 3     | Lettland         | 3      | 2     | 1        | 5      | 95:63 | +32  | Finalrunde Platz 5 - 8 |
| 4     | Tschechoslowakei | 3      | 0     | 3        | 3      | 49:98 | −49  | Finalrunde Platz 5 - 8 |

## Finalrunde

### Platz 5 bis 8
Nach der Vorrunde trafen im kleinen Halbfinale die Dritt- und Viertplatzierten jeder Gruppe aufeinander. Die Sieger spielten um Platz 5, die Verlierer um Platz 7.
|  | Kleines Halbfinale | Kleines Halbfinale |                  |   | Spiel um Platz 5 | Spiel um Platz 5 |
|  |                    |                    |                  |   |                  |                  |
|  | Estland            | 30                 |                  |   |                  |                  |
|  | Tschechoslowakei   | 20                 |                  |   |                  |                  |
|  | 14                 |                    |                  |   |                  |                  |
|  |                    |                    | 19               |   |                  |                  |
|  | Estland            | 41                 |                  |   |                  |                  |
|  |                    | Lettland           | 19               |   |                  |                  |
|  |                    |                    |                  |   |                  |                  |
|  | Spiel um Platz 7   |                    |                  |   |                  |                  |
|  | 16                 | 16                 | Tschechoslowakei | 2 |                  |                  |
|  | Lettland           | 2                  | Ägypten          | 0 |                  |                  |
|  | Ägypten            | 0                  |                  |   | 20               | 20               |

Kleines Halbfinale
| Spiel | Team 1   | Team 2           | Ergebnis | 1. H. | 2. H. | Verl. |
| ----- | -------- | ---------------- | -------- | ----- | ----- | ----- |
| 14    | Estland  | Tschechoslowakei | 30:20    | 18:12 | 12:08 | -     |
| 16    | Lettland | Ägypten          | 02:0     | -     | -     | -     |

Spiel um Platz 7
| Spiel | Team 1           | Team 2  | Ergebnis | 1. H. | 2. H. | Verl. |
| ----- | ---------------- | ------- | -------- | ----- | ----- | ----- |
| 20    | Tschechoslowakei | Ägypten | 02:0     | -     | -     | -     |

Spiel um Platz 5
| Spiel | Team 1  | Team 2   | Ergebnis | 1. H. | 2. H. | Verl. |
| ----- | ------- | -------- | -------- | ----- | ----- | ----- |
| 19    | Estland | Lettland | 41:19    | 26:12 | 15:07 | -     |

### Platz 1 bis 4
Nach der Vorrunde trafen im Halbfinale die Erst- und Zweitplatzierten jeder Gruppe aufeinander. Die Sieger spielten im Finale um den Europameistertitel, die Verlierer im Spiel um Platz 3 um die Bronzemedaille.

|  | Halbfinale          | Halbfinale         |            |    | Finale | Finale |
|  |                     |                    |            |    |        |        |
|  | Königreich Italien  | 36                 |            |    |        |        |
|  | Frankreich          | 32                 |            |    |        |        |
|  | 13                  |                    |            |    |        |        |
|  |                     |                    | 17         |    |        |        |
|  | Litauen             | 24                 |            |    |        |        |
|  |                     | Königreich Italien | 23         |    |        |        |
|  |                     |                    |            |    |        |        |
|  | Spiel um Platz drei |                    |            |    |        |        |
|  | 15                  | 15                 | Frankreich | 27 |        |        |
|  | Litauen             | 31                 | Polen      | 24 |        |        |
|  | Polen               | 25                 |            |    | 18     | 18     |

Halbfinale
| Spiel | Team 1             | Team 2     | Ergebnis | 1. H. | 2. H. | Verl. |
| ----- | ------------------ | ---------- | -------- | ----- | ----- | ----- |
| 13    | Königreich Italien | Frankreich | 36:32    | 15:20 | 21:12 | -     |
| 15    | Litauen            | Polen      | 31:25    | 18:18 | 1307  | -     |

Spiel um Platz 3
| Spiel | Team 1     | Team 2 | Ergebnis | 1. H. | 2. H. | Verl. |
| ----- | ---------- | ------ | -------- | ----- | ----- | ----- |
| 18    | Frankreich | Polen  | 27:24    | 13:15 | 14:09 | -     |

Finale
| Spiel | Team 1  | Team 2             | Ergebnis | 1. H. | 2. H. | Verl. |
| ----- | ------- | ------------------ | -------- | ----- | ----- | ----- |
| 17    | Litauen | Königreich Italien | 24:23    | 11:09 | 13:14 | -     |

## Endstand
| Rang | Team               | Siege : Niederl. | Korbverhältnis |
| ---- | ------------------ | ---------------- | -------------- |
| 1    | Litauen            | 5 : 0            | 1,3111         |
| 2    | Königreich Italien | 3 : 2            | 1,1327         |
| 3    | Frankreich         | 3 : 2            | 1,0388         |
| 4    | Polen              | 2 : 3            | 1,0153         |
| 5    | Estland            | 3 : 2            | 1,4423         |
| 6    | Lettland           | 3 : 2            | 1,1154         |
| 7    | Tschechoslowakei   | 1 : 4            | 0,5547         |
| 8    | Ägypten            | 0 : 5            | 0,3099         |